# Grotte de Rochelot
La grotte de Rochelot est un site préhistorique situé sur la commune de Saint-Amant-de-Bonnieure en Charente, dans le nord du Bassin aquitain, à une vingtaine de kilomètres au nord-est d'Angoulême.

## Localisation
La grotte de Rochelot est située sur la commune de Saint-Amant-de-Bonnieure, dans la vallée de la Bonnieure, un affluent de la Tardoire donc tout proche de la grotte de Fontéchevade, la grotte de Montgaudier, la grotte du Placard et la grotte de la Chaise pour ne citer que les sites paléolithiques proches les plus connus.
La grotte de Rochelot s'ouvre sur la vallée de la Bonnieure dans la falaise, proche de celles du Trou-de-la-Vieille et de celle du moulin de Rochelot qui n'ont livré que de la faune. 

## Historique
La grotte de Rochelot a été fouillée Georges Chauvet à partir de 1897. Les fouilles ont été reprises à partir de 1980 par Jean-François Tournepiche.

## Topographie
La grotte de Rochelot a été vidée par les premiers fouilleurs, mais les fouilles de Jean-François Tournepiche ont mis au jour un couloir large de 1 m, haut de 0,85 m et long d'environ 15 m rempli d'ossements.

## Restes humains
Il a été trouvé six dents usées d'un néandertalien âgé et un fragment de diaphyse humérale marquée de traces de dents de hyènes.

## Faune ancienne
Il a été trouvé dans le couloir par Jean-François Tournepiche des ossements d'une vingtaine de grands mammifères, chevaux, bovidés, cerfs, daims, chevreuils, aurochs, sangliers, mégaloceros, hydrontin, rhinocéros des prairies, éléphants et castors ramenés par des  hyènes des cavernes (Crocuta crocuta spelaea). D'autres carnivores sont présents : ours brun, loup, cuon, renard, martre, lion et panthère.

## Outils et objets

### Moustérien
L'industrie lithique se rapportait au Magdalénien.